# Società Polisportiva Ars et Labor 1957-1958
Questa voce raccoglie le informazioni riguardanti la Società Polisportiva Ars et Labor  nelle competizioni ufficiali della stagione 1957-1958.

## Stagione
Nasce il "catenaccio" che tanta fortuna porterà negli anni a venire al calcio italiano. È il Padova dei miracoli di Nereo Rocco che adotta per primo il libero come ultimo baluardo della difesa davanti al portiere. La SPAL del confermato Paolo Tabanelli non manca di usare questo nuovo modo di difendersi che gli permetterà di centrare una combattuta salvezza e di mantenere la massima scena calcistica. Il presidentissimo Paolo Mazza cede al Napoli gli attaccanti Carlo Novelli e Beniamino Di Giacomo, mentre arrivano a Ferrara Pietro Santin, Giancarlo Mezzalira, Franco Zaglio, Orlando Rozzoni ed il portiere Lidio Maietti.
La vittoria alla seconda giornata sull'Inter accende eccessivi entusiasmi, subito sopiti dalla pesante sconfitta subita ad Udine. La squadra non ingrana e disputa un campionato di basso profilo fino al termine, con la sfida decisiva che arriva il 25 maggio all'ultima giornata, nel match contro l'Atalanta: la squadra che perde scenderà in Serie B. Le reti del brasiliano Wilson Sorio e di Pietro Broccini regalano alla SPAL la settima salvezza consecutiva in Serie A.

## Rosa
| N. |                   | Ruolo | Calciatore           |
| -- | ----------------- | ----- | -------------------- |
|    | Italia (bandiera) | P     | Renato Bertocchi     |
|    | Italia (bandiera) | P     | Lidio Maietti        |
|    | Italia (bandiera) | D     | Aulo Gelio Lucchi    |
|    | Italia (bandiera) | D     | Alberto Delfrati     |
|    | Italia (bandiera) | D     | Gaudenzio Trentini   |
|    | Italia (bandiera) | C     | Franco Zaglio        |
|    | Italia (bandiera) | C     | Guglielmo Costantini |
|    | Italia (bandiera) | C     | Edoardo Dal Pos      |
|    | Italia (bandiera) | C     | Angelo Villa         |
|    | Italia (bandiera) | C     | Giovanni Ferraro     |
|    | Italia (bandiera) | A     | Pietro Broccini      |

| N. |                    | Ruolo | Calciatore          |
| -- | ------------------ | ----- | ------------------- |
|    | Italia (bandiera)  | A     | Giancarlo Vitali    |
|    | Svezia (bandiera)  | A     | Nils-Åke Sandell    |
|    | Italia (bandiera)  | A     | Adelmo Prenna       |
|    | Italia (bandiera)  | A     | Orlando Rozzoni     |
|    | Italia (bandiera)  | A     | Pietro Santin       |
|    | Italia (bandiera)  | A     | Guido Macor         |
|    | Brasile (bandiera) | A     | Wilson Sorio        |
|    | Italia (bandiera)  | A     | Giancarlo Mezzalira |
|    | Italia (bandiera)  | A     | Renato Campanini    |
|    | Italia (bandiera)  | A     | Paolo Morelli       |
|    | Italia (bandiera)  | A     | Gianni Fermi        |

## Risultati

### Serie A

#### Girone di andata
| Arbitro: | Marchese (Napoli) |

|                     |           |                 |
| Giuliano 60’ (rig.) | Marcatori | 38’ (aut.) Losi |

| Arbitro: | Pieri (Trieste) |

|                       |           |  |
| Prenna 9’ Rozzoni 78’ | Marcatori |  |

| Arbitro: | Moriconi (Roma) |

|                                                                  |           |  |
| Lindskog 25’ (rig.) Pentrelli 34’, 88’ Fontanesi 69’ Bettini 81’ | Marcatori |  |

| Arbitro: | Rigato (Mestre) |

|  |           |                    |
|  | Marcatori | 39’ (rig.) Montico |

| Arbitro: | Ferrari (Milano) |

|           |           |             |
| Conti 35’ | Marcatori | 26’ Sandell |

| Arbitro: | Grignani (Milano) |

|                              |           |  |
| David 43’ (rig.) Campana 64’ | Marcatori |  |

| Arbitro: | Steiner |

|                                     |           |                        |
| Vitali 1’ Mezzalira 17’ Sandell 30’ | Marcatori | 56’ Savioni 76’ Tagnin |

| Arbitro: | Jonni (Macerata) |

|           |           |             |
| Macor 49’ | Marcatori | 77’ Barison |

| Arbitro: | Moriconi (Roma) |

|                  |           |  |
| Vinicio 47’, 56’ | Marcatori |  |

| Arbitro: | Adami (Roma) |

|  |           |                           |
|  | Marcatori | 54’ Pivatelli 86’ Maschio |

| Arbitro: | Marchese (Napoli) |

|  |           |             |
|  | Marcatori | 35’ Rozzoni |

| Arbitro: | Bonetto (Torino) |

|           |           |            |
| Macor 17’ | Marcatori | 61’ Larini |

| Arbitro: | Rigato (Mestre) |

|                   |           |                        |
| Broccini 58’, 74’ | Marcatori | 5’ Virgili 40’ Julinho |

| Arbitro: | Marchese (Napoli) |

|                           |           |  |
| Boscolo 22’, 82’ Rosa 73’ | Marcatori |  |

| Arbitro: | Annoscia (Bari) |

|                                      |           |  |
| Campanini 24’ Rozzoni 55’ Zaglio 60’ | Marcatori |  |

| Arbitro: | Moriconi (Roma) |

|               |           |                                                                |
| Campanini 36’ | Marcatori | 19’ (rig.) Liedholm 44’ Schiaffino 69’, 88’ Grillo 73’ Fontana |

| Bergamo 12 gennaio 1958 17ª giornata | Atalanta         | 0 – 0 | SPAL | Stadio Comunale\| Arbitro: \| Bonetto (Torino) \| |
| Arbitro:                             | Bonetto (Torino) |       |      |                                                   |

#### Girone di ritorno
| Arbitro: | Angelini (Firenze) |

|            |           |  |
| Vitali 61’ | Marcatori |  |

| Arbitro: | Marchese (Napoli) |

|                                              |           |  |
| Bicicli 6’ Angelillo 51’, 74’ Pandolfini 80’ | Marcatori |  |

| Arbitro: | Rebuffo (Milano) |

|                        |           |  |
| Macor 46’ Broccini 87’ | Marcatori |  |

| Arbitro: | Annoscia (Bari) |

|                                      |           |              |
| Boniperti 1’ Colombo 64’ Charles 74’ | Marcatori | 22’ Broccini |

| Arbitro: | Ferrari (Milano) |

|            |           |  |
| Vitali 57’ | Marcatori |  |

| Arbitro: | Marchese (Napoli) |

|            |           |                            |
| Vitali 17’ | Marcatori | 15’ David 69’, 85’ Campana |

| Alessandria 9 marzo 1958 24ª giornata | Alessandria        | 0 – 0 | SPAL | Stadio Giuseppe Moccagatta\| Arbitro: \| Marchetti (Milano) \| |
| Arbitro:                              | Marchetti (Milano) |       |      |                                                                |

| Genova 16 marzo 1958 25ª giornata | Genoa           | 0 – 0 | SPAL | Stadio Luigi Ferraris\| Arbitro: \| Marangio (Roma) \| |
| Arbitro:                          | Marangio (Roma) |       |      |                                                        |

| Arbitro: | Pieri (Trieste) |

|            |           |                         |
| Santin 61’ | Marcatori | 51’ Vinicio 75’ Pesaola |

| Arbitro: | Lo Bello (Siracusa) |

|  |           |            |
|  | Marcatori | 56’ Vitali |

| Arbitro: | Jonni (Macerata) |

|  |           |          |
|  | Marcatori | 90’ Arce |

| Arbitro: | Marangio (Roma) |

|               |           |                        |
| Galassini 12’ | Marcatori | 48’ Prenna 79’ Sandell |

| Arbitro: | Ferrari (Milano) |

|                            |           |  |
| Segato 4’ Julinho 36’, 76’ | Marcatori |  |

| Arbitro: | Rebuffo (Milano) |

|            |           |            |
| Vitali 18’ | Marcatori | 79’ Hamrin |

| Arbitro: | Lo Bello (Siracusa) |

|           |           |            |
| Tozzi 59’ | Marcatori | 65’ Prenna |

| Arbitro: | Jonni (Macerata) |

|                                                    |           |                          |
| Schiaffino 11’ Liedholm 57’ (rig.), 76’ Grillo 88’ | Marcatori | 62’ Sandell 75’ Broccini |

| Arbitro: | Marchese (Napoli) |

|                        |           |           |
| Sorio 58’ Broccini 74’ | Marcatori | 85’ Conti |

### Coppa Italia

#### Fase a gironi
| Arbitro: | Angelini (Firenze) |

|  |           |                                                         |
|  | Marcatori | Mangiarotti 15’ Macor 25’, 54’, 67’ Sorio 54’ Fermi 71’ |

| Arbitro: | Rigato (Mestre) |

|                       |           |           |
| Bonafin 26’ Fogli 76’ | Marcatori | 25’ Sorio |

| Arbitro: | De Marchi (Pordenone) |

|                      |           |                                 |
| Sorio 22’ Prenna 87’ | Marcatori | 12’, 73’ Perli 47’ (aut.) Villa |

| Arbitro: | Carbonelli (Brescia) |

|                |           |              |
| Sorio 13’, 59’ | Marcatori | 22’ Fogliani |

| Arbitro: | Moriconi (Roma) |

|                                                                 |           |                        |
| Malatrasi 6’ Oltramari 11’, 47’ Macor 55’ Sorio 58’, 67’ (rig.) | Marcatori | 18’ Pascutti 76’ Fogli |

| Arbitro: | Marangio (Roma) |

|                                        |           |                               |
| Perli 26’, 88’ Rao 35’ Latini 51’, 78’ | Marcatori | 60’ Mangiarotti 86’ Oltramari |

## Statistiche

### Statistiche di squadra
| Competizione | Punti | In casa | In casa | In casa | In casa | In casa | In casa | In trasferta | In trasferta | In trasferta | In trasferta | In trasferta | In trasferta | Totale | Totale | Totale | Totale | Totale | Totale | DR  |
| Competizione | Punti | G       | V       | N       | P       | Gf      | Gs      | G            | V            | N            | P            | Gf           | Gs           | G      | V      | N      | P      | Gf     | Gs     | DR  |
| ------------ | ----- | ------- | ------- | ------- | ------- | ------- | ------- | ------------ | ------------ | ------------ | ------------ | ------------ | ------------ | ------ | ------ | ------ | ------ | ------ | ------ | --- |
| Serie A      | 30    | 17      | 7       | 4       | 6       | 22      | 22      | 17           | 3            | 6            | 8            | 10           | 30           | 34     | 10     | 10     | 14     | 32     | 52     | -20 |
| Coppa Italia | 6     | 3       | 2       | 0       | 1       | 10      | 6       | 3            | 1            | 0            | 2            | 9            | 7            | 6      | 3      | 0      | 3      | 19     | 13     | +6  |
| Totale       |       | 20      | 9       | 4       | 7       | 32      | 28      | 20           | 4            | 6            | 10           | 19           | 37           | 40     | 13     | 10     | 17     | 51     | 65     | -14 |

### Statistiche dei giocatori
| Giocatore     | Serie A  | Serie A | Coppa Italia | Coppa Italia | Totale   | Totale |
| Giocatore     | Presenze | Reti    | Presenze     | Reti         | Presenze | Reti   |
| ------------- | -------- | ------- | ------------ | ------------ | -------- | ------ |
| R. Bertocchi  | 18       | -24     | ?            | ?            | 18+      | -24+   |
| P. Broccini   | 30       | 6       | ?            | ?            | 30+      | 6+     |
| R. Campanini  | 5        | 2       | ?            | ?            | 5+       | 2+     |
| G. Costantini | 30       | 0       | ?            | ?            | 30+      | 0+     |
| A. Delfrati   | 26       | 0       | ?            | ?            | 26+      | 0+     |
| E. Dal Pos    | 25       | 0       | ?            | ?            | 25+      | 0+     |
| G. Fermi      | 1        | 0       | ?            | ?            | 1+       | 0+     |
| G. Ferraro    | 15       | 0       | ?            | ?            | 15+      | 0+     |
| A. Lucchi     | 27       | 0       | ?            | ?            | 27+      | 0+     |
| G. Macor      | 10       | 3       | ?            | ?            | 10+      | 3+     |
| L. Maietti    | 16       | -28     | ?            | ?            | 16+      | -28+   |
| G. Mezzalira  | 6        | 1       | ?            | ?            | 6+       | 1+     |
| P. Morelli    | 2        | 0       | ?            | ?            | 2+       | 0+     |
| A. Prenna     | 20       | 3       | ?            | ?            | 20+      | 3+     |
| O. Rozzoni    | 15       | 3       | ?            | ?            | 15+      | 3+     |
| N. Sandell    | 24       | 4       | ?            | ?            | 24+      | 4+     |
| P. Santin     | 14       | 1       | ?            | ?            | 14+      | 1+     |
| W. Sorio      | 9        | 1       | ?            | ?            | 9+       | 1+     |
| G. Trentini   | 3        | 0       | ?            | ?            | 3+       | 0+     |
| A. Villa      | 20       | 0       | ?            | ?            | 20+      | 0+     |
| G. Vitali     | 26       | 6       | ?            | ?            | 26+      | 6+     |
| F. Zaglio     | 32       | 1       | ?            | ?            | 32+      | 1+     |